# 後藤明子 (フリーアナウンサー)
後藤 明子（ごとう あきこ、1985年11月20日 - ）は、オフィスキイワード所属のフリーアナウンサーである。兵庫県出身。

## 人物・略歴
- 関西を中心にキャスター、リポーター、アナウンサー、DJ、モデル、CM、イベント司会等で活躍している。
- 兵庫県立龍野高等学校、大阪樟蔭女子大学学芸学部卒業。大学4回生の時に、第38期サンテレビガールズとして活動。
- 布施戎神社の2007年度ミス福娘コンテストでは、グランプリとなりミス福娘として活動。
- 小学校の時からの夢であるアナウンサーになるため、オフィスキイワードでレッスン後、所属。
- 2013年度より、JAC(ジェイク)グループのイメージキャラクターになる。

## 現在の出演番組
- 関西TODAY (J:COM関西エリア全域、2014年6月 - )  - キャスター
- かわら版プラス（ZTV滋賀放送局、2012年7月 - ） - キャスター

## 過去の出演番組
- 街ネタ和歌山（テレビ和歌山）
- 産地直送ダイニングSEASON（J:COM）
- 須磨ノ浦女子高等学校紹介（J:COM）
- BJリーグ 滋賀レイクスターズ（BBC) - リポーター
- ひるカフェ「大好き！ひょうご」（サンテレビ）
- 金曜いただきッ!（サンテレビ）
- ROQ Hit（サンテレビ）
- 近場ぐるっと FOODハンター（アドバンスコープ、2012年6月 - 2013年11月） - リポーター
- ADSニュース木曜（アドバンスコープ、2013年11月 - 2014年9月） - アナウンサー
- ほっと。すて〜しょ〜ん 83.5・木曜（FMなばり、2013年11月 - 2014年9月） - パーソナリティ
- 藤本敦士のDASH宣言!(MBSラジオ、2014年12月27日)
- ZTVエリアニュース（滋賀、2015年10月25日週）[1]

## CM
- JAC(ジェイク)グループ
- ロッテ インフォマーシャル（ABC朝日放送）
- 梅の花 インフォマーシャル（ABC朝日放送）
- アサヒビール インフォマーシャル（テレビ大阪）